# Reprezentacja Burundi w piłce nożnej mężczyzn
Reprezentacja Burundi w piłce nożnej (fr. L'équipe du Burundi de football) – zespół piłkarski, biorący udział w imieniu Burundi w meczach i sportowych imprezach międzynarodowych, powoływany przez selekcjonera, w którym mogą występować wyłącznie zawodnicy posiadający obywatelstwo burundyjskie. 
Reprezentacja dotychczas ani razu nie zdołała zakwalifikować się do Mistrzostw Świata ani Pucharu Narodów Afryki. Związek piłkarski w Burundi powstał w 1948, a od 1972 roku należy do FIFA i CAF. Największym jak dotychczas sukcesem tej reprezentacji jest zajęcie 2 miejsca w Pucharze CECAFA w 2004 roku, gdzie w finale reprezentacja ta uległa gospodarzom Etiopii 0:3.
18 maja 2011 reprezentacja Burundi zajmowała 42. miejsce w Afryce.
Obecnie selekcjonerem kadry Burundi jest Olivier Niyungeko

## Udział wMistrzostwach Świata
- 1930 – 1962 – Nie brało udziału (było kolonią belgijską)
- 1966 – 1990 – Nie brało udziału
- 1994 – Nie zakwalifikowało się
- 1998 – Wycofało się w trakcie eliminacji
- 2002 – Wycofało się z eliminacji
- 2006 – 2022 – Nie zakwalifikowało się

## Udział wPucharze Narodów Afryki
- 1957 – 1962 – Nie brało udziału (było kolonią belgijską)
- 1963 – 1974 – Nie brało udziału
- 1976 – Nie zakwalifikowało się
- 1978 – Nie brało udziału
- 1980 – Wycofało się z eliminacji
- 1982 – 1992 – Nie brało udziału
- 1994 – Nie zakwalifikowało się
- 1996 – Nie brało udziału
- 1998 – Wycofało się z eliminacji
- 2000 – 2017 – Nie zakwalifikowało się
- 2019 - Faza grupowa
- 2021 – 2023 – Nie zakwalifikowało się